# 4534 Римський-Корсаков
4534 Римський-Корсаков (4534 Rimskij-Korsakov) — астероїд головного поясу, відкритий 6 серпня 1986 року.
Тіссеранів параметр щодо Юпітера — 3,292.